# Nationale Unie (Portugal)
De Nationale Unie (Portugees: União Nacional, UN), was de politieke beweging die in 1933 werd gesticht door dictator António de Oliveira Salazar. De UN werd vooral opgericht op het regime van Salazar te verdedigen en diens Estado Novo ("Nieuwe Staat") - de corporatieve ordening - te ondersteunen. Volgens Salazar was de UN geen partij, maar een beweging die alle Portugezen vertegenwoordigde. In de ogen van Salazar zorgden partijen slechts voor verdeeldheid in de samenleving. Na de mislukte staatsgreep van de Nationaal-Syndicalistische Beweging en de linkse socialisten in 1934, werd de oppositie tegen Salazars regime opgerold en werd de UN in feite de enige politieke beweging in Portugal. Pas in 1949 diende zich een oppositiepartij aan, de Movimento de Unidade Democrática, een brede beweging die in hetzelfde jaar José Norton de Matos kandidaat stelde voor de verkiezingen. Intimidatie van de Portugese geheime politie, de PIDE, leidde tot de intrekking van Nortons kandidatuur. Sindsdien werden er geen serieuze pogingen meer ondernomen tot de vorming van een oppositiegroep.
In 1968 kwam Marcello Caetano aan de macht. Hij volgde Salazar, die een beroerte had gekregen, op als premier. De zogenaamde Primavera Marcelista brak aan. Er werden beperkte hervormingen doorgevoerd en de UN werd omgevormd tot de Acção Nacional Popular.